# Усадьба Д. П. Бутурлина
Усадьба Д. П. Бутурлина (дом Корфа) — комплекс исторических зданий в Москве, построенный в XVIII—XIX веках. Объект культурного наследия федерального значения. Расположена в Госпитальном переулке, дом 4а (перестроенные флигели — Малая Почтовая улица, дом 2/2).

## История
Дом, находящийся в основе существующего главного дома усадьбы, построен в первой половине XVIII века. В 1758 году, когда усадьбой владел генерал-аншеф Н. А. Корф, были построены симметричные одноэтажные флигели. В 1781—1782 гг., при владельце И. П. Тюфякине, флигели соединены пристройками с домом. К 1791 году усадьба перешла к библиографу Д. П. Бутурлину. При нём в усадьбе размещалась публичная библиотека. Ребёнком в доме бывал А. С. Пушкин. Библиотека и парковые постройки сгорели во время пожара Москвы 1812 года. Флигели, выходившие на Малую Почтовую улицу, в 1879 году вошли в состав нового протяжённого фабричного корпуса. В 1887 году был перестроен и главный дом. Он был надстроен, приобрёл богатые лепные интерьеры, был переделан главный фасад.

## Архитектура
Главный фасад дома имеет упрощённую отделку после перестройки конца XIX века, а задний фасад сохраняет ампирную послепожарную отделку: арочные окна, карниз, лепные орнаменты и профилированные подоконники из белого камня. Более поздний третий этаж украшен декоративной композицией, подражающей классицизму.